# Alessandro Aimar
Alessandro Aimar (Milán, Italia, 5 de junio de 1967) es un atleta italiano retirado especializado en la prueba de 4x400 m, en la que consiguió ser medallista de bronce mundial en pista cubierta en 1991.

## Carrera deportiva
En el Campeonato Mundial de Atletismo en Pista Cubierta de 1991 ganó la medalla de bronce en los relevos de 4x400 metros, con un tiempo de 3:05.51 segundos que fue récord nacional italiano, tras Alemania (oro) y Estados Unidos (plata).